# Климов, Андрей Викторович
Андрей Викторович Климов (род. 10 июля 1969, Ангарск) — выборный муниципальный служащий. Глава администрации города Комсомольск-на-Амуре (2014—2019).

## Биография
Родился 10 июля 1969 года в Ангарске Иркутской области. В 1972 году с родителями переехал на постоянное место жительства в поселок Солнечный Хабаровского края.
В 1986 году после окончания средней школы поступил в Комсомольский-на-Амуре политехнический институт. С 1988 по 1989 год служил в рядах Советской Армии. В 1993 году окончил Комсомольский-на-Амуре политехнический институт по специальности «Инженер-механик». В 2004 году получил второе высшее образование в Московском университете экономики, статистики и информатики по специальности «Экономист».
С 1993 по 2014 год работал на Комсомольском-на-Амуре авиационном производственном объединении имени Ю. А. Гагарина (КнААПО; ныне КнААЗ). Начал трудовой путь с должности инженера в отделе оборудования и комплектации, через год стал заместителем начальника отдела, а с 1996 по 2006 год руководил отделом. В 2006—2007 годах Андрей Климов был заместителем гендиректора КнААПО по строительству, ремонту и реконструкции, в 2007—2014 годах — по финансам и реформированию. В 2010 году был избран депутатом Законодательной Думы Хабаровского края пятого созыва. В Думе вошёл в состав фракции политической партии «Единая Россия».
14 сентября 2014 года был избран главой Комсомольска-на-Амуре.
В сентябре 2018 года подал в отставку по просьбе губернатора Вячеслава Шпорта, указавшего Климову на недочёты в его работе. Однако позже Климов отозвал прошение об отставке, объявив, что будет мэром до истечения срока своих полномочий. В 2019 году подал заявление в Следственный комитет о возбуждении уголовного дела по статье 128.1 УК РФ «Клевета» на депутата Комсомольской городской думы Андрея Старосельца. Последний обвинил Климова в распродаже городского имущества за бесценок. В итоге Климов получил отказ в возбуждении уголовного дела.
12 июля 2019 года, за два месяца до истечения срока полномочий, вновь направил депутатам гордумы прошение об отставке с 17 июля, которое было удовлетворено.